# Revinhade
Revinhade é uma povoação portuguesa sede da Freguesia de Revinhade do Município de Felgueiras, freguesia com 3,33 km² de área e 799 habitantes (censo de 2021), tendo, por isso, uma densidade populacional de 239,9 hab./km².

## Demografia
A população registada nos censos foi:
| Distribuição da População por Grupos Etários | Distribuição da População por Grupos Etários | Distribuição da População por Grupos Etários | Distribuição da População por Grupos Etários | Distribuição da População por Grupos Etários |
| -------------------------------------------- | -------------------------------------------- | -------------------------------------------- | -------------------------------------------- | -------------------------------------------- |
| Ano                                          | 0-14 Anos                                    | 15-24 Anos                                   | 25-64 Anos                                   | > 65 Anos                                    |
| 2001                                         | 204                                          | 161                                          | 382                                          | 63                                           |
| 2011                                         | 130                                          | 154                                          | 454                                          | 73                                           |
| 2021                                         | 101                                          | 91                                           | 506                                          | 101                                          |